# Break (klawisz)
Pause/Break – klawisz używany w dawnych systemach operacyjnych (np. MS-DOS) i BIOS-ach do zatrzymywania operacji. Przykładowo w czasie uruchamiania się komputera, gdy są wyświetlane informacje o sprzęcie, można wcisnąć ten klawisz, aby zatrzymać dalsze wczytywanie i dokładnie przeczytać informacje.
Wciąż w niektórych programach klawisz Break (lub kombinacja Ctrl+Break) służy do przerwania aktualnie wykonywanego, czasochłonnego zadania.